# You (chanson de Tornike Kipiani)
Pour les articles homonymes, voir You.
Chansons représentant la Géorgie au Concours Eurovision de la chanson
Take Me as I Am
(2020)
You est une chanson interprétée par Tornike Kipiani.
Elle est sélectionnée pour représenter la Géorgie au Concours Eurovision de la chanson 2021, à l'issue d'une sélection interne, le 15 mars 2021.